# NGC 2371
NGC 2371 је планетарна маглина у сазвежђу Близанци која се налази на NGC листи објеката дубоког неба.
Деклинација објекта је + 29° 29' 18" а ректасцензија 7h 25m 33,9s. Привидна величина (магнитуда) објекта NGC 2371 износи 11,2 а фотографска магнитуда 13,0. NGC 2371 је још познат и под ознакама NGC 2372, PK 189+19.1, CS=15., part of one PN.